# Obchodní centrum Květ (Zahradní Město)

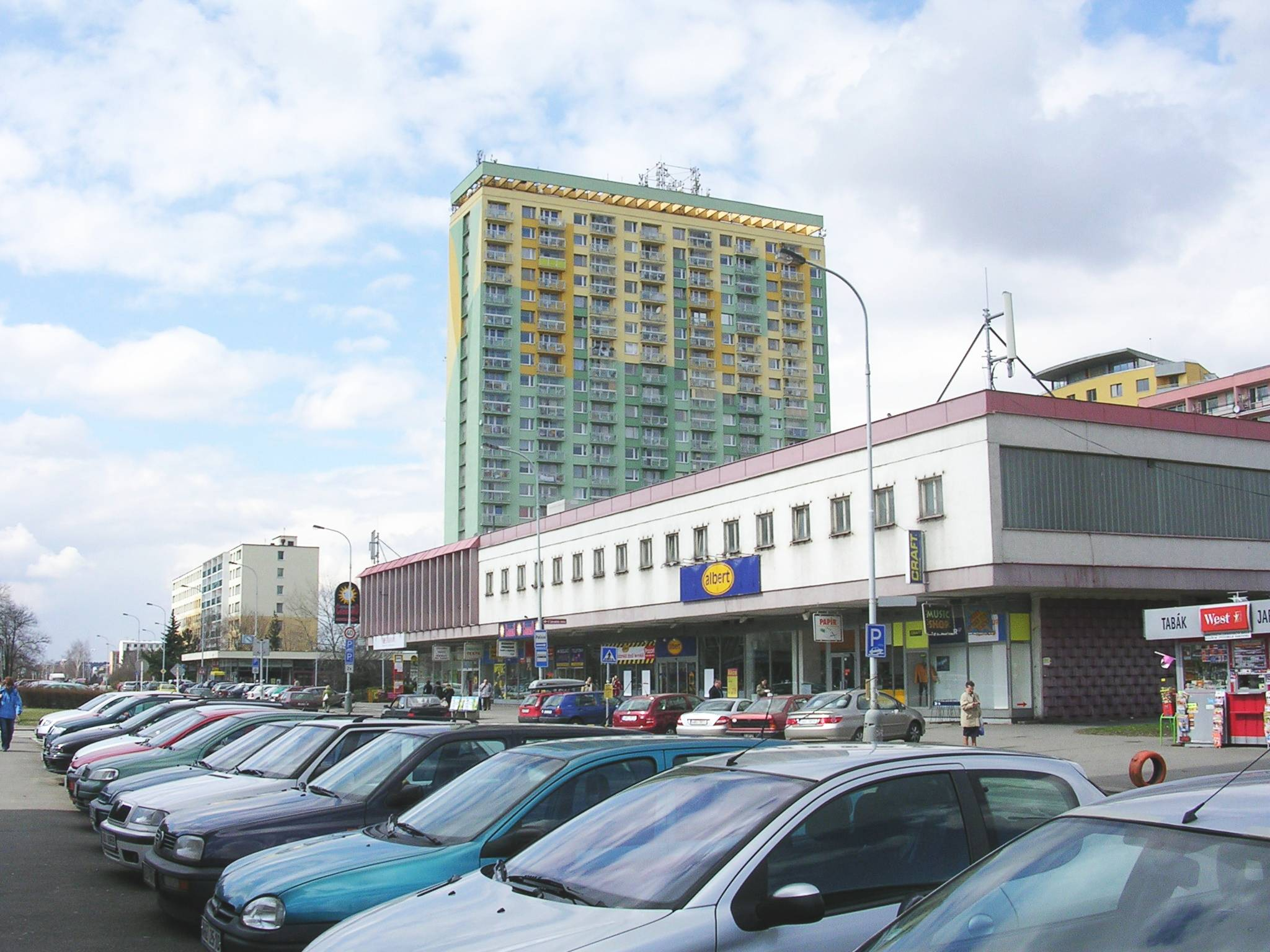
Pohled na Květ a Arniku z Jabloňové ulice (2006)

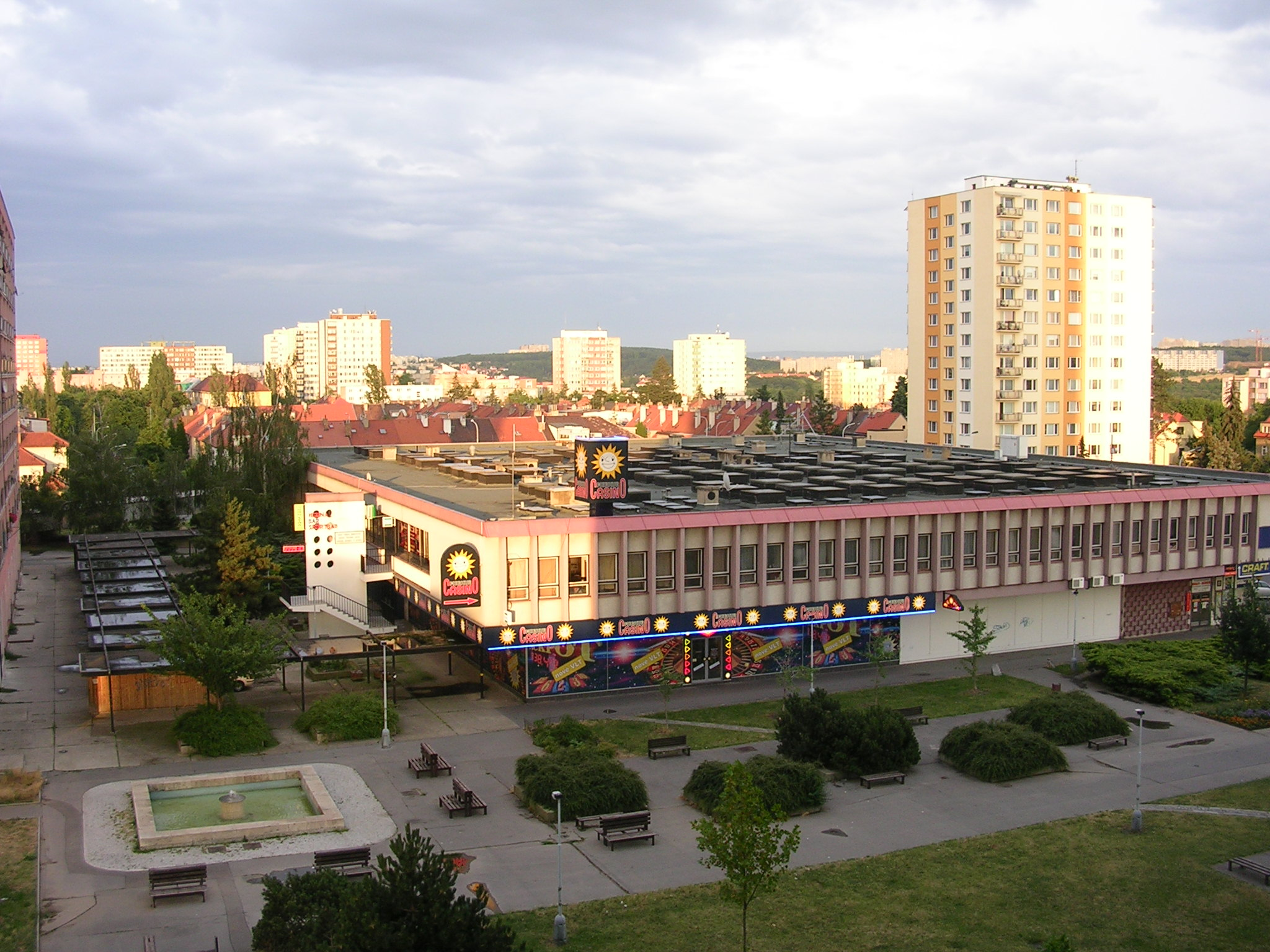
Květ při pohledu z Arniky (2008)

Obchodní centrum Květ, původně označované v souladu s dobovými zvyklostmi jako obchodní dům Květ, bylo postaveno v Praze na Zahradním Městě na adrese Jabloňová 3000/15 v roce 1976 (resp. dokončeno 1977), souběžně se sousedícím penzionem Arnika, jehož přízemí tvoří také multifunkční objekt s provozovnami obchodu, stravování a služeb. Provozovny služeb byly umístěny též v přízemí devítipodlažního obytného bloku, který s Květem sousedí na severní straně a dokončen byl již roku 1970.
Obchodním účelům slouží výhradně přízemí jednopatrové budovy OC Květ. V zadní části objektu byla zřízena policejní služebna, která slouží Policii České republiky dosud (2018). Veškeré sklady a zázemí obchodů jsou umístěny v horním patře, do kterého vede zásobovací rampa. Samoobsluha v obchodním domě prošla postupně značkami Julius Meinl, Albert a nejnověji Tesco. 
Součástí projektu byl původně též kulturní dům se sálem pro 700 osob, restaurací pro 160 osob, klubovnami a knihovnou a uvažovalo se zde o výstavbě krytého plaveckého bazénu, tyto projekty však nikdy nebyly uskutečněny.
Autorem komplexu, který tvoří jak obchodní dům Květ, tak budova Arnika s obchodním parterem, byli Vladimír Sýkora a Jiří Hromas. Pro zajímavou kompozici hmot v kombinaci s průchody a promenádní plochou byl v roce 1966 návrh oceněn na mezinárodní přehlídce architektonických prací.

## Plánovaná přístavba
V roce 2014 byl komplex ve vlastnictví údajně švýcarské developerské společnosti FOSTYS, s.r.o., jejímž jediným majitelem je Marek Lori, Izraelec s polskými kořeny, dlouhodobě podnikající v Česku v oblasti klenotnictví. Společnost plánovala provést přístavbu směrem do ul. Ostružinové, tedy na východní straně, kde nyní je na pozemcích hlavního města nájezdová rampa do patra a parkoviště. Studie investora zde předpokládala výstavbu podzemních garáží pro 250 stání a v nadzemní části obchody. Na obchodní centrum Květ měla být provedena nástavba devítipatrové budovy se 130 byty (v jiných zdrojích je uváděno 131 či 133 bytů), která měla ubíhat směrem od Ostružinové ulice k parku. Odbor koncepce a rozvoje městské části tento záměr spojuje dohromady se svým záměrem „revitalizace okolí centra Květ“.
Odpůrci stavby založili spolek Bezpečný Květ a vyjadřují obavy ze zhuštění dopravy a úbytku zeleně. Spolek též namítal, že nástavba zastíní okolní domy a naruší dosavadní citlivé urbanistické řešení vytlačením zeleně. Spolek uspořádal petici proti výstavbě, jejíž petenti žádají, aby zastupitelé dohlédli na zachování současného stavu „životních podmínek v Záběhlicích - místní části Zahradní Města“,  zachování současného podílu zeleně a koeficientu zastavitelnosti území daného územním plánem. Do konce září 2015 spolek nasbíral 1222 podpisů a petici předal magistrátu i úřadu městské části Praha 10.
Primátor Tomáš Hudeček v reakci na dotaz označil blízkost staré a nové výstavby za typický rys lokality Zahradního Města a protože rozsah  a kvalita poskytované nabídky pro obyvatele podle něj neodpovídá kontextu a potřebám dnešní doby, rehabilitaci a dostavbu obchodního centra označil za vhodnou  a potřebnou. Útvar rozvoje hl. m. Prahy nabídl projektantovi spolupráci ve formě zákresu do 3D modelu s cílem ověřit hmotu a řešení v kontextu Zahradního Města a konzultaci k přiléhajícímu veřejnému prostoru, tato nabídka všk prý bohužel nebyla projektantem ani investorem využita.
Zástupce investora namítl, že stavba nepřesáhne výšku okolní zástavby a už vůbec ne paneláku v těsném sousedství. Uvedl, že střechy objektů mají být zazeleněné. Ve třech podzemních patrech má být 216 parkovacích míst, z nichž na každý byt z nástavby připadne jedno, ostatní budou určeny pro nakupující. Ředitel investorské společnosti ujistil, že až bude vybírat provozovatele obchodních jednotek, bude mít zájem na tom, aby šlo o takové typy služeb, které zkompletují občanskou vybavenost. Stavební a hygienické předpisy mají být s velkou rezervou dodrženy. V listopadu 2013 zažádal investor o odkup potřebné plochy o velikosti zhruba 2166 metrů čtverečních, jejichž cena by dle propočtů měla přesáhnout 21,5 milionu korun.
Poté, co k záměru zaujme stanovisko městská část, jej má posoudit městský výbor pro správu majetku a majetkové podíly a odsouhlasí-li jej, předá věc k rozhodnutí radě a ke schválení zastupitelstvu města. Vedení Prahy 10 v únoru 2015 oznámilo, že navrhne magistrátu posoudit vliv na životní prostředí v rámci studie EIA.
Podle dokumentu EIA z května 2018 má být k obchodnímu centru přistavěn dům s jedním nadzemním a třemi podzemními podlažími. Nad současnou budovouu Centra Květ má být přistavěna osmipodlažní nástavba, ve které bude více než stovka nových bytů. Jedno patro zaberou kanceláře a sklady. Od nižší zástavby v ulici Ostružinová je dům odstupňován terasovitě, aby netvořil výškový kontrast s okolní zástavbou a nezhoršil osvětlení a oslunění domů v Ostružinové ulici. V Ostružinové ulici má být vysázeno stromořadí. Termín přestavby není z dokumentu zřejmý. Od zahájení stavby by rekonstrukce a stavba měly trvat 14 měsíců. Z dopravní studie prý vyplynulo, že doprava by měla na nejbližší křižovatce stoupnout maximálně o 3,9 %.
Podle prezentace projektu ze srpna 2018 by v rámci projektu mělo vzniknout 70 bytů. Podle mluvčího projektu jsou dnes v centru potraviny, drogerie, jedna restaurace a kasíno. Kasíno tam provozovatel mít nechce, lidé by tam podle něj spíše uvítali fitness centrum nebo další kavárnu. Investor pro propagaci projektu spustil web Zahradní náměstí, na kterém zdůrazňuje, že Zahradní Město si zaslouží své vlastní náměstí, podpořený citací rakouského architekta a urbanisty Martina Kiekenapa, který se na projektu podílí. Na webu slibuje, že chce zrušit kasino, vybudovat příjemnou restauraci s kavárnou a předzahrádkou, zlikvidovat a rekultivovat temná a nepřístupná zákoutí, vybudovat zelené plochy, dětská hřiště a posezení s vodními prvky, a v opraveném centru ponechat policejní služebnu. Na stávajícím obchodním centru má být kryté nadzemní parkoviště, na které se auta budou dostávat autovýtahem. Celkem má být vytvořeno 89 parkovacích stání. Byty mají být od třetího do desátého podlaží.